# Рюффе-ле-Бон
Рюффе́-ле-Бон (фр. Ruffey-lès-Beaune) — коммуна во Франции, находится в регионе Бургундия. Департамент коммуны — Кот-д’Ор. Входит в состав кантона Бон-Юг. Округ коммуны — Бон.
Код INSEE коммуны — 21534.

## Население
Население коммуны на 2010 год составляло 678 человек.
| 1962 | 1968 | 1975 | 1982 | 1990 | 1999 | 2010 |
| ---- | ---- | ---- | ---- | ---- | ---- | ---- |
| 354  | 415  | 389  | 519  | 622  | 658  | 678  |

## Экономика
В 2010 году среди 486 человек трудоспособного возраста (15—64 лет) 365 были экономически активными, 121 — неактивными (показатель активности — 75,1 %, в 1999 году было 76,4 %). Из 365 активных жителей работали 356 человек (188 мужчин и 168 женщин), безработных было 9 (5 мужчин и 4 женщины). Среди 121 неактивных 63 человека были учениками или студентами, 37 — пенсионерами, 21 были неактивными по другим причинам.

## Известные уроженцы и жители
- Пьер Жуаньо (фр. Pierre Joigneaux, 1815—1892) — французский журналист и агроном